# Чешуйчатка огненная
Чешу́йчатка о́гненная (лат. Pholiota flammans) — вид грибов, включённый в род Чешуйчатка (Pholiota) семейства Строфариевые (Strophariaceae).

## Описание
Шляпка 2,5—7 см в диаметре, полушаровидной или конической, затем выпуклой и плоско-выпуклой формы, с подогнутым краем, негигрофанная, с обычно не опадающими остатками покрывала по краю. Поверхность полностью покрытая сухими ярко-жёлтыми чешуйками, слизистая, жёлто-оранжевая.
Мякоть жёлто-оранжевого цвета, в ножке буроватая, иногда со слабым землистым запахом, с пресным или слабым горьковатым вкусом.
Гименофор пластинчатый, пластинки узко-приросшие, часто расположенные, серовато-жёлтого цвета, с возрастом приобретающие бурый оттенок.
Ножка 3—7 см длиной и до 1 см толщиной, у старых грибов полая, с волокнистым или плёнчатым кольцом, выше кольца голая, ниже — покрытая ярко-жёлтыми, затем коричневыми чешуйками.
Споровый порошок желтовато-бурого цвета. Споры 3—6×2—3 мкм, продолговатой формы, с очень маленькой порой прорастания.
Гриб не ядовит, однако в некоторых случаях обладает слабым горьковатым вкусом, поэтому некоторыми источниками считается несъедобным.

## Экология
Чешуйчатка огненная — широко распространённый сапротроф, произрастающий на мёртвой древесине хвойных деревьев.

## Таксономия

### Синонимы
- Agaricus flammans Batsch, 1783
- Pholiota flammuloides M.M.Moser, 1983, nom. inval.
- Pholiota kauffmaniana A.H.Sm., 1944